# Nadëb
Le nadëb est une langue maku parlée au Brésil, en Amazonie, sur le Rio Uneiuxi, un affluent du Rio Negro et sur le Rio Japura par 400 personnes. L'ensemble de la population est de langue maternelle nadëb, mais est aussi bilingue en tucano, la lingua franca, du Vaupés.